# Salt-en-Donzy
Salt-en-Donzy és un municipi francès situat al departament del Loira i a la regió d'Alvèrnia-Roine-Alps. L'any 2007 tenia 469 habitants.

## Demografia

### Població
El 2007 la població de fet de Salt-en-Donzy era de 469 persones. Hi havia 178 famílies de les quals 33 eren unipersonals (11 homes vivint sols i 22 dones vivint soles), 69 parelles sense fills, 69 parelles amb fills i 7 famílies monoparentals amb fills.
La població ha evolucionat segons el següent gràfic:
Habitants censats

### Habitatges
El 2007 hi havia 206 habitatges, 179 eren l'habitatge principal de la família, 12 eren segones residències i 14 estaven desocupats. 202 eren cases i 4 eren apartaments. Dels 179 habitatges principals, 160 estaven ocupats pels seus propietaris, 17 estaven llogats i ocupats pels llogaters i 3 estaven cedits a títol gratuït; 1 tenia una cambra, 3 en tenien dues, 15 en tenien tres, 53 en tenien quatre i 108 en tenien cinc o més. 145 habitatges disposaven pel capbaix d'una plaça de pàrquing. A 57 habitatges hi havia un automòbil i a 115 n'hi havia dos o més.

### Piràmide de població
La piràmide de població per edats i sexe el 2009 era:
| Homes | Edats   | Dones |
| ----- | ------- | ----- |
| 0     | 95 o +  | 0     |
| 0     | 90 a 94 | 0     |
| 0     | 85 a 89 | 0     |
| 0     | 80 a 84 | 0     |
| 4     | 75 a 79 | 4     |
| 0     | 70 a 74 | 8     |
| 8     | 65 a 69 | 4     |
| 24    | 60 a 64 | 20    |
| 12    | 55 a 59 | 24    |
| 20    | 50 a 54 | 8     |
| 4     | 45 a 49 | 16    |
| 24    | 40 a 44 | 16    |
| 8     | 35 a 39 | 12    |
| 8     | 30 a 34 | 8     |
| 16    | 25 a 29 | 12    |
| 8     | 20 a 24 | 12    |
| 8     | 15 a 19 | 16    |
| 20    | 10 a 14 | 20    |
| 4     | 5 a 9   | 12    |
| 8     | 0 a 4   | 16    |

## Economia
El 2007 la població en edat de treballar era de 296 persones, 210 eren actives i 86 eren inactives. De les 210 persones actives 195 estaven ocupades (105 homes i 90 dones) i 15 estaven aturades (4 homes i 11 dones). De les 86 persones inactives 39 estaven jubilades, 21 estaven estudiant i 26 estaven classificades com a «altres inactius».

### Ingressos
El 2009 a Salt-en-Donzy hi havia 195 unitats fiscals que integraven 530,5 persones, la mediana anual d'ingressos fiscals per persona era de 19.100 €.

### Activitats econòmiques
Dels 16 establiments que hi havia el 2007, 1 era d'una empresa alimentària, 3 d'empreses de fabricació d'altres productes industrials, 1 d'una empresa de construcció, 2 d'empreses de comerç i reparació d'automòbils, 1 d'una empresa de transport, 2 d'empreses d'hostatgeria i restauració, 5 d'empreses de serveis i 1 d'una empresa classificada com a «altres activitats de serveis».
Dels 3 establiments de servei als particulars que hi havia el 2009, 1 era una lampisteria i 2 restaurants.
Dels 2 establiments comercials que hi havia el 2009, 1 era una fleca i 1 un drogueria.
L'any 2000 a Salt-en-Donzy hi havia 15 explotacions agrícoles que ocupaven un total de 550 hectàrees.

## Equipaments sanitaris i escolars
El 2009 hi havia una escola elemental.

## Poblacions més properes
El següent diagrama mostra les poblacions més properes.